# Thomas Jefferson Page

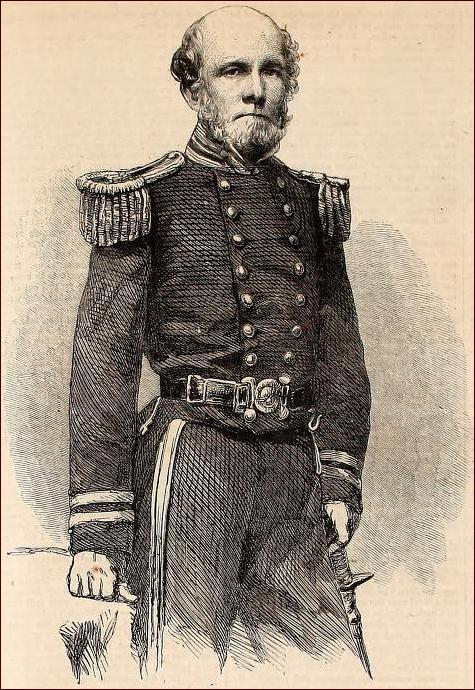
Thomas Jefferson Page

Thomas Jefferson Page (4 de janeiro de 1808 - 23 de outubro de 1899, Roma) foi um oficial de carreira da Marinha dos Estados Unidos. Sob seu comando, o USS Water Witch fez os primeiros estudos hidrológicos detalhados da bacia do Rio da Prata. Quando a Virgínia se separou, ele renunciou para servir no Exército Confederado e depois na Marinha. No final da guerra, Page era o capitão do blindado CSS Stonewall.
Após a guerra, mudou-se para a Argentina, onde se desenvolveu uma comunidade americana de ex-confederados no exílio. Ele era politicamente ativo e estabeleceu uma fazenda de gado. Ele ajudou o governo com suas instalações defensivas e modernizando sua marinha. Depois de servir como secretário da missão diplomática argentina na Itália, Page mudou-se para Roma com sua família. Eles se tornaram parte de sua comunidade americana. Ele morreu lá em 1899 e foi sepultado no Cemitério Protestante, em Roma.

## Início da vida
Page nasceu em 4 de janeiro de 1808 na plantação de Rosewell, na Virgínia, o décimo quarto filho de Mann Page. Sua mãe era Elizabeth Nelson, filha de Thomas Nelson Jr., um dos signatários da Declaração de Independência, e sua esposa.

## Carreira da Marinha dos Estados Unidos
Em 1827, Page foi nomeado cadete da Academia Naval dos Estados Unidos pelo presidente John Quincy Adams, em reconhecimento aos serviços de seu avô. Ele se formou com honras em uma classe de quarenta e cinco membros.
Page serviu no Caribe, realizou um levantamento hidrográfico do litoral de Nova York e trabalhou com o tenente Matthew Fontaine Maury no Observatório Naval em Washington. Page comandou o USS Plymouth em 1849 no Mar da China Oriental e no Mar do Japão. Ele lutou contra piratas japoneses no brigue USS Dolphin na foz do rio Yangtze, a pedido do governo Qing. Devido a reservas pessoais sobre os interesses das potências ocidentais na China, Page não acompanhou a expedição do almirante Perry ao Extremo Oriente.
Depois disso, o tenente Page comandou o USS Water Witch, no qual durante 1853-1856 explorou a bacia sul-americana do Rio da Prata. Isso incluía navegar em seus afluentes, os rios Paraná, Paraguai (e seus afluentes os rios Bermejo e Apa); e o Uruguai. Ao todo, sua tripulação fez os primeiros estudos hidrológicos detalhados do Rio da Prata. Enquanto estava em águas paraguaias, seu navio foi alvejado pelo forte paraguaio de Itapirú, matando seu timoneiro.
Os EUA retaliaram com a expedição ao Paraguai. O governo dos Estados Unidos ordenou uma expedição de reparação contra o Paraguai; isso, no entanto, acabou por não dar em nada. Page escreveu um relato da expedição de La Plata, que foi publicado em 1859.

## Guerra Civil Americana
Depois que a Virgínia se separou da União, o comandante Page renunciou à Marinha dos Estados Unidos para assumir a defesa da Virgínia. Durante a Guerra Civil que se seguiu, tornou-se coronel de artilharia e comandou baterias que defendiam a capital confederada, Richmond. Em maio de 1863, Page foi comissionado como capitão da Marinha Confederada e enviado à Europa para comprar navios. Nos últimos meses da Guerra Civil, ele comandou o aríete confederado CSS Stonewall. Mas quando conseguiu levar seu novo navio da Europa para as águas norte-americanas, a guerra acabou. O capitão Page navegou para Havana, onde entregou o navio às autoridades espanholas, que apoiaram alguns esforços confederados.

## Mais tarde na vida
Após a guerra, Page mudou-se para a Argentina. Junto com outros exilados confederados, ele se envolveu na política e na pecuária. Ajudou no desenvolvimento das defesas costeiras argentinas e no aumento da capacidade e modernização da Marinha Argentina. Ele tentou, sem sucesso, interessar a Marinha Argentina em um navio torpedeiro desenvolvido pelo sueco-americano John Ericsson, o inventor do USS Monitor.
Page serviu como secretário da missão diplomática argentina na Itália. Page e sua família acabaram se mudando para Roma, na Itália, onde se tornaram os pilares da comunidade americana de expatriados. Page era carinhosamente chamado de "o Comodoro". Morreu em 23 de outubro de 1899. Está sepultado no Cemitério Protestante, em Roma. Seu túmulo foi gravado para ler: "Thomas Jefferson Page da Virgínia; Capitão, USN e CSN, Explorador, Cavalheiro Cristão". Foi restaurado no final do século XX pelos Filhos dos Veteranos Confederados.
Descendentes de sua família, juntamente com os de seus primos mais novos, estão distantes, residindo na Argentina, União Européia, Estados Unidos, Japão e China. Thomas Nelson Page e William Nelson Page eram seus primos mais novos. Thomas Nelson Page serviu como embaixador na Itália durante o governo do presidente Woodrow Wilson. Ele visitou o túmulo de seu primo.